# مايك راندولف
مايك راندولف (بالإنجليزية: Mike Randolph)‏ (3 ديسمبر 1985 في الولايات المتحدة - ) هو لاعب كرة قدم أمريكي في مركزي الدفاع والظهير. شارك مع منتخب الولايات المتحدة تحت 23 سنة لكرة القدم. أما مع النوادي، فقد لعب مع بورتلاند تمبرز ولوس أنجلوس غلاكسي وCalifornia Victory ‏ وLA Laguna FC ‏ وPortland Timbers (2001–2010) ‏ وVentura County Fusion ‏ وCal FC ‏ وأوتاوا فيوري وOrange County SC ‏ وأتلانتا سيلفرباكس وFort Lauderdale Strikers (2006–2016) ‏.

## وصلات خارجية
- مايك راندولف على موقع الدوري الأمريكي (الإنجليزية)
- مايك راندولف على موقع قاعدة بيانات كرة القدم.إي يو (الإنجليزية)